# زنان در ناسا
نقش زنان در ناسا و زنانی که با این سازمان مرتبط هستند، در طول زمان متغیر بوده‌است. نخستین نقش‌های آنان به مشاغل پشتیبان و اجرایی محدود می‌شد، اما با پایان یافتن برنامهٔ فضایی، زنان فضانورد نیز پدیدار شدند. یکی از مشکلاتی که ناسا در به‌کار گرفتن زنان و اقلیت‌ها در برنامهٔ فضایی با آن روبرو بود این بود که در طول تاریخ این سازمان، فضانوردان همواره متشکل از مردان سفیدپوست بوده‌اند. مشکل دیگر این بود که ناسا، تا پیش از تصویب لایحه فرصت‌های شغلی برابر از سوی دولت، در جستجوی همکاری با زنان در خارج از زمینه‌هایی مشخص نبود. حتی پس از تصویب این قانون نیز تنش‌هایی میان مردان و زنان در محیط کار وجود داشت و بسیاری از مردان از این که مجبور بودند خود را با زنان وفق دهند، مانند استفاده از سرویس‌های بهداشتی مشترک در ساختمان‌ها و فضاپیماها، رضایت نداشتند.

## تاریخچه

### دهه ۱۹۶۰

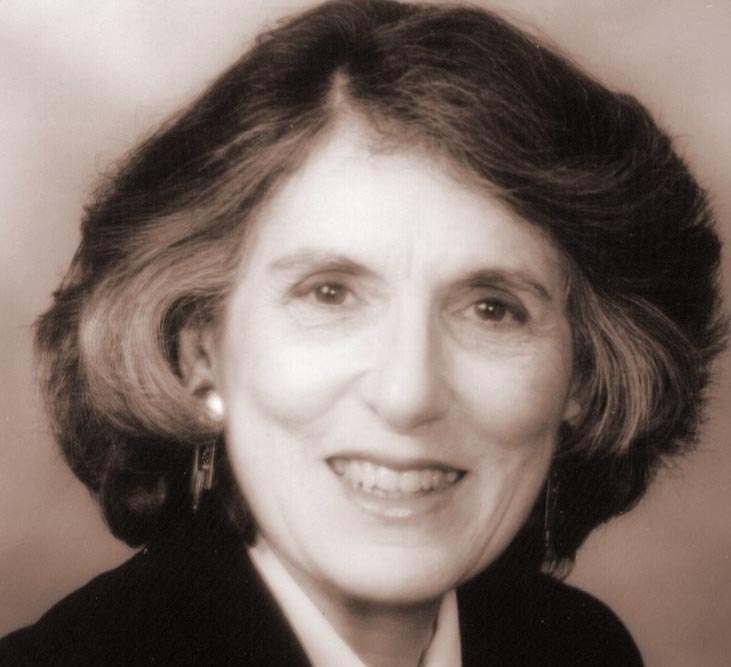
دانا اولری، نخستین مهندس زن در آزمایشگاه پیش‌رانش جت

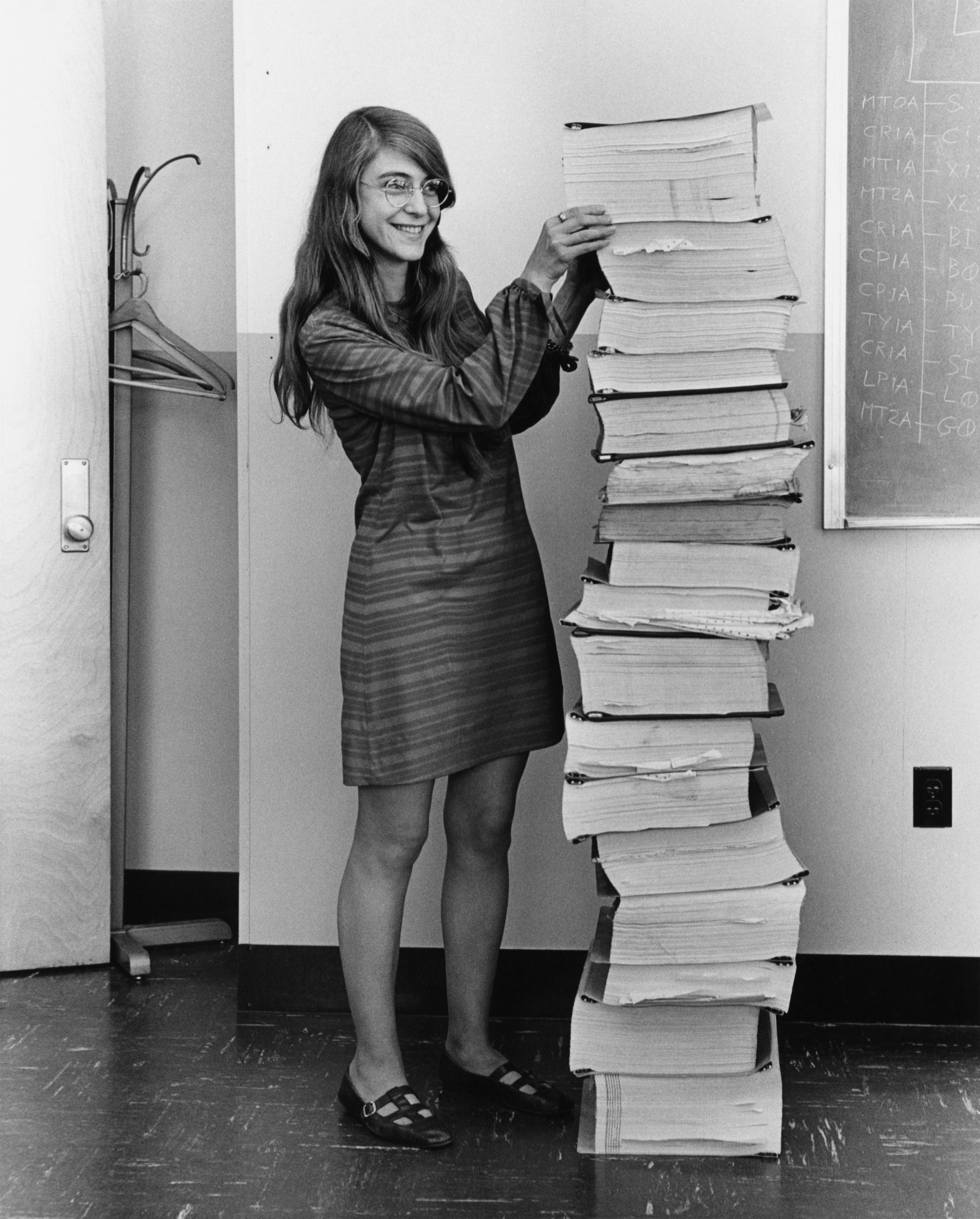
مارگارت همیلتون، برنامه‌نویس ارشد رایانهٔ راهنمای آپولو، در کنار نرم‌افزاری که توسط او و تیم او نوشته شده‌است

زنان در ابتدا به‌عنوان نیروی پشتیبان و در مقام‌های اجرایی، منشی، پزشک، روانشناس و بعدها به‌عنوان مهندس در ناسا کار می‌کردند. در دههٔ ۱۹۶۰ میلادی، ناسا آغاز به استخدام زنان و اقلیت‌ها برای به‌کارگیری در برنامهٔ فضای کرد. در پایان دههٔ ۱۹۶۰ این سازمان هزاران زن را به استخدام خود درآورده بود. برخی از این افراد مانند ماری شپ برتون، گلوریا بی مارتینز (نخستین زن اسپانیایی که به استخدام ناسا درآمد)، کتی آزگود و شرلی هانت در بخش رایانه مشغول به کار بودند و زنان دیگری نظیر سو اروین، لویس رندزدل و مورین باون به‌عنوان منشی اعضای مختلف تیم‌های مأموریت و کنترل پرواز کار می‌کردند. دانا اولری نخستین زن مهندسی بود که در آزمایشگاه پیش‌رانش جت ناسا مشغول به کار شد. اگرچه که او در این آزمایشگاه یک مهندس خرد محسوب می‌شد، اما برای بیش از هفت سال هیچ مهندس زن دیگری به‌جز اولری وارد بخش آزمایشگاه پیش‌رانش جت ناسا نشد. دانا شرلی یکی دیگر از زنانی بود که به‌عنوان یک مهندس مأموریتی در دههٔ ۱۹۶۰ در آزمایشگاه پیش‌رانش جت مشغول به کار شد. علاوه بر شرلی، کارولین هانتون نیز یکی دیگر از زنان شاغل در ناسا و یکی از پیشگامان پژوهش در زمینهٔ متابولیسم و سایر سامانه‌های بدن فضانوردان بود.
مارگارت همیلتون در این دهه به‌عنوان برنامه‌نویس ارشد رایانهٔ راهنما در برنامه فضایی آپولو در ناسا مشغول به کار بود و جوری سالیوان نیز مهندس ارشد زیست‌پزشکی در مأموریت آپولو ۱۱ بود. با این حال، همگان با این پدیده موافق نبودند. جرج لو، مدیر پروازهای سرنشین‌دار ناسا در سال ۱۹۶۲ به کنگره گفته‌بود که کار کردن با زنان کار او را با تأخیر مواجه می‌کند و با این کار به مبارزه علیه زنان پرداخته‌بود. در عین حال و در همان سال، جان اف. کندی حکم ریاست‌جمهوری در مورد وضعیت زنان را به منظور تشویق برابری جنسیتی در محیط کار، امضا کرد. این موضوع متعاقباً باعث شد تا جیمز وب، یکی از مدیران ناسا بخشنامهٔ سیاستی سراسری را تدوین کند که در آن اعلام شده‌بود که ناسا برای تمامی افرادی که خواستار همکاری با این سازمان هستند، فرصت‌هایی برابر ارائه می‌دهد. با این وجود، در سال‌های ۱۹۶۳ و ۱۹۶۵ تا ۶۷ هیچ زنی برای پیوستن به گروه فضانوردان انتخاب نشد.

### دهه ۱۹۷۰
دههٔ ۱۹۷۰ سکوی پرشی بود که زنان را به فضانورد شدن نزدیک‌تر کرد. همزمان، ارتش ایالات متحده نیز پذیرش زنان برای آموزش‌های خلبانی را آغاز کرد که در نهایت منجر به پدیداری زنان فضانورد شد. در سال ۱۹۷۷ روند استخدام در ناسا، به‌واسطهٔ کمک‌های نیچل نیوکلز به‌شدت اوج گرفت. بخشی از مزیت‌های استخدام نیکولز این بود که او قبلاً در مجموعه تلویزیونی پیشتازان فضا در نقش ستوان اوهورا حضور یافته بود و این موضوع الهام‌بهش دختران جوان برای تبدیل‌شدن به یک فضانورد در ناسا در آینده بود. یکی از این دختران، می جمیسون بود. او نخستین زن فضانورد سیاه‌پوست در سال ۱۹۹۲ بود. دیگر شخصیت مهم در دههٔ ۱۹۷۰، کارولین هانتون بود که به‌منظور خدمت در کمیتهٔ انتخاب فضانورد ناسا، از فضانورد شدن صرف نظر کرد. ناسا، هانتون را به نقاط مختلف ایالات متحده اعزام کرد تا زنان را به درخواست برای فضانوردی یا ورود به حیطهٔ استم تشویق کند. در سال ۱۹۷۹، کاترین دی سولیوان با یک هواپیمای دبلیوبی-۵۷اف ناسا تا ارتفاع ۶۳٬۳۰۰ پایی پرواز کرد و رکورد غیررسمی جدیدی را برای بیشترین ارتفاع ثبت‌شده توسط زنان آمریکایی ثبت کرد.

### دهه ۱۹۸۰

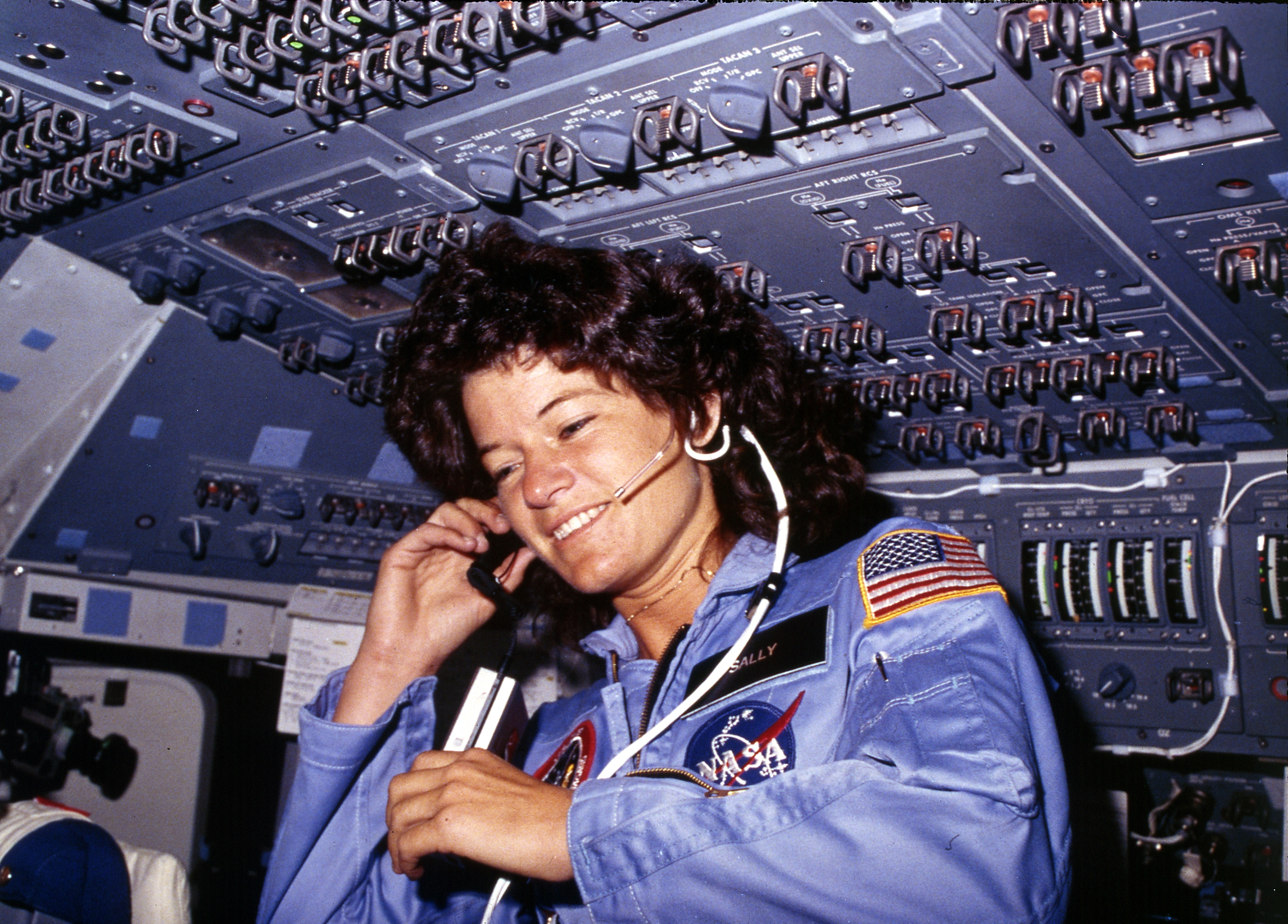
سالی راید، نخستین زن فضانورد آمریکایی

در ۱۸ ژوئن ۱۹۸۳، سالی راید به‌عنوان نخستین زن فضانورد آمریکایی که به فضا سفر می‌کرد، تاریخ‌ساز شد. حدود بیش از یک سال بعد، جودیت رزنیک موفق شد با شاتل فضایی دیسکاوری به فضا پرواز کند و به دومین زن فضانورد آمریکایی در فضا تبدیل شود. الن اوچوآ در سال ۱۹۸۸ به‌عنوان نخستین زن فضانورد اسپانیایی به ناسا پیوست. اوچوآ به چندین مأموریت اعزام شد که مأموریت فضاپیمای دیسکاوری، آتلانتیس، در مجموع چهار پرواز و حدود ۱٬۰۰۰ ساعت حضور در فضا می‌شد. شنن لوسید نیز در سال ۱۹۸۵ نخستین پرواز فضایی خود را تجربه کرد و در پایان دوران فعالیت خود مجموعاً ۱۸۸ روز را در فضا سپری کرده‌بود. لوسید با ثبت بیشترین روزهای حضور در فضا تا پیش از سال ۲۰۰۲، رکوردی را، هم برای مردان و هم برای زنان در آمریکا به نام خود به ثبت رساند.

### دهه ۱۹۹۰
در دههٔ ۱۹۹۰ ناسا در حال انجام تحقیقات زیادی پیرامون بدن زنان و تأثیرات فضا بر بدن آن‌ها بود. کارولین هانتون در یک سخنرانی در سال ۱۹۹۴ در دومین مراسم رسمی سالانه سلامت زنان و فضا، پیرامون این کار شناخته‌نشدهٔ ناسا به روشنگری پرداخت. در ۳ فوریهٔ ۱۹۹۵، آیلین کالینز به نخستین زنی بدل شد که هدایت یک فضاپیما را بر عهده می‌گرفت. همزمان شنن لوسید نیز به پنج مأموریت فضایی اعزام شد و به‌عنوان دانشمند ارشد برای ناسا در واشینگتن، دی.سی. به کار مشغول شد.

### دهه ۲۰۰۰

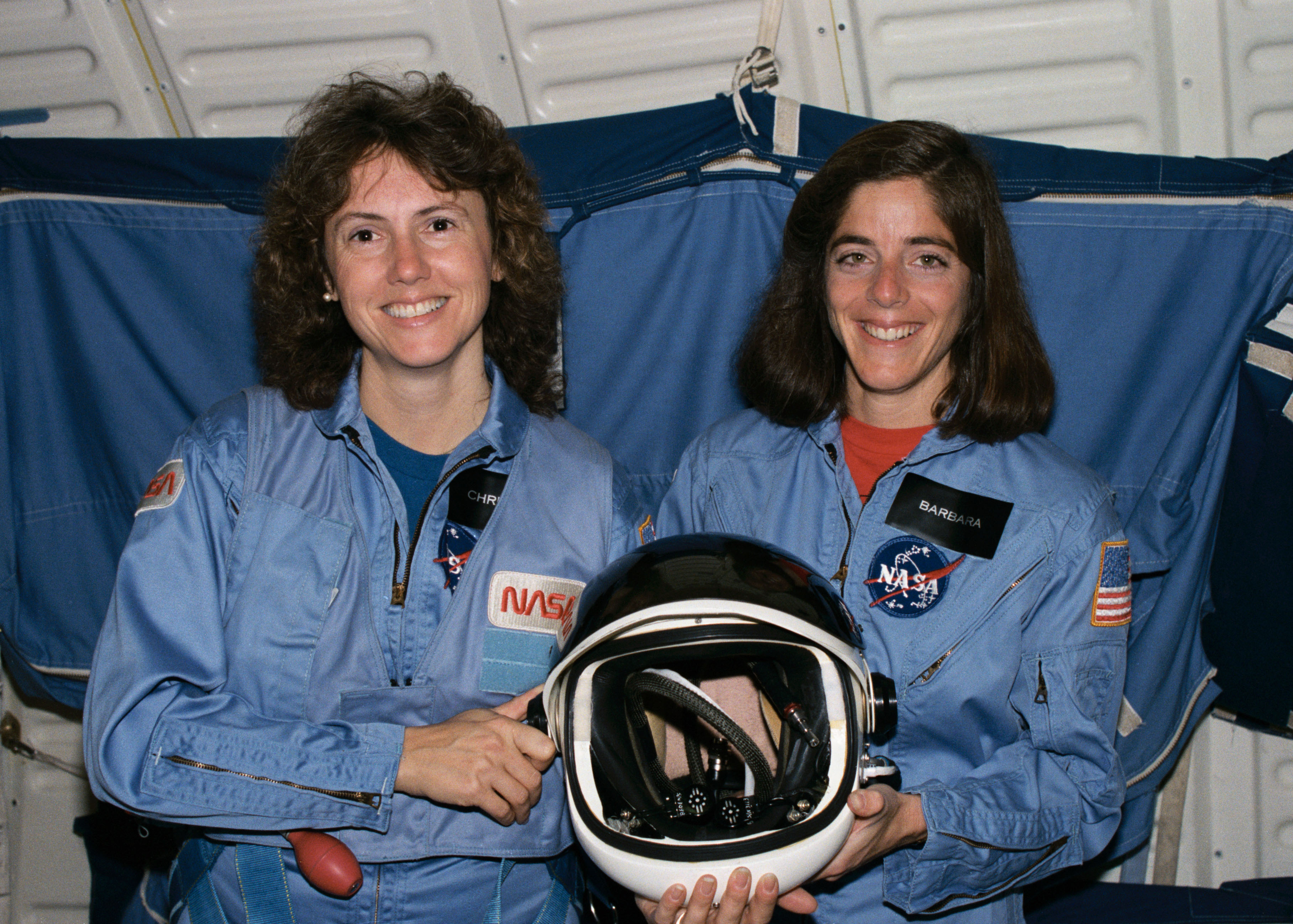
مک‌اولیف و مورگان به‌عنوان معلم در پروژهٔ فضا

با آغاز سال ۲۰۰۰ تعداد زنان در مأموریت‌های مداری ناسا رو به افزایش گذاشت. بیشتر مناصبی که به زنان داده می‌شد شامل بازرسان کمکی و دانشمندان کمکی می‌شد. در دههٔ ۲۰۰۰، درصد زنان منتخب از زیر ۱۰٪ تا پیش از دههٔ ۱۹۹۰، به حدود ۳۰٪ از زنان رسید که عمدتاً شامل به‌کارگیری آنان به‌عنوان بازرسان کمکی می‌شد. برای مثال، پاملا ملروی با شاتل‌های دیسکاوری و آتلانتیس به چندین مأموریت در ایستگاه فضایی بین‌المللی اعزام شد. ملروی علاوه بر فضانوردی، یک خلبان کهنه‌کار ارتش نیز بود که بیش از ۵٬۰۰۰ ساعت پرواز را در پروندهٔ خود داشت. در سال ۲۰۰۷، پگی ویتسون به نخستین زنی بدل شد که فرماندهی ایستگاه فضایی بین‌المللی را برعهده می‌گرفت. او در کنار فرماندهی این ایستگاه، چندین آزمایش را نیز در فضا انجام داد که به پیش‌روی فناوری‌های فضایی تا سطحی که امروزه نیز مورد استفاده قرار می‌گیرند، منجر شدند.
در همان سال باربارا مورگان به نخستین معلم زن در فضا تبدیل شد؛ با این حال، گفته می‌شد که کریستا مک‌اولیف قبلاً به‌عنوان نخستین معلم حاضر در فضا شناخته شده‌است و باربارا مورگان تنها یک جایگزین یا نامزد دوم این عنوان بوده‌است. کریستا مک‌اولیف در سال ۱۹۸۶ در حادثهٔ فضاپیمای چلنجر کشته شد و مورگان نیز تا سال ۲۰۰۷ نتوانست به فضا سفر کند.

### دهه ۲۰۱۰
سونیتا ویلیامز به‌عنوان زنی شناخته می‌شود که رکوردهای بسیاری را برای زنان به ثبت رسانده‌است. این رکوردها شامل در مجموع ۳۲۲ روز حضور درفضا، سپری‌کردن بیش از ۵۰ ساعت در راهپیمایی فضایی و همچنین فعالیت به‌عنوان دومین فرماندهٔ زن ایستگاه فضایی بین‌المللی می‌شوند.

## زنان در برنامه فضایی
برنامهٔ غیررسمی مرکوری ۱۳ به‌عنوان آغاز به‌کارگیری زنان در برنامه‌های فضایی ایالات متحده شناخته می‌شود که در آن هفت فضانورد منتخب اول همگی مردان سفیدپوست بودند. رندی لاولیس و دان فلیکینگر در فرایند انتخاب فضانوردان نقض داشتند، به‌کار گرفتن زنان در این پروژه را مدنظر قرار دادند. لاولیس معتقد بود که زنان نیز درست همانند می‌توانند وظایف بزرگ را در فضا برعهده بگیرند. به همین منظور، لاولیس و فلیکینگر در سال ۱۹۶۰ با جری کاب ملاقات کردند. کاب زنی بود که نقش مهمی را در استخدام و آزمودن زنان در ناسا ایفا کرد.

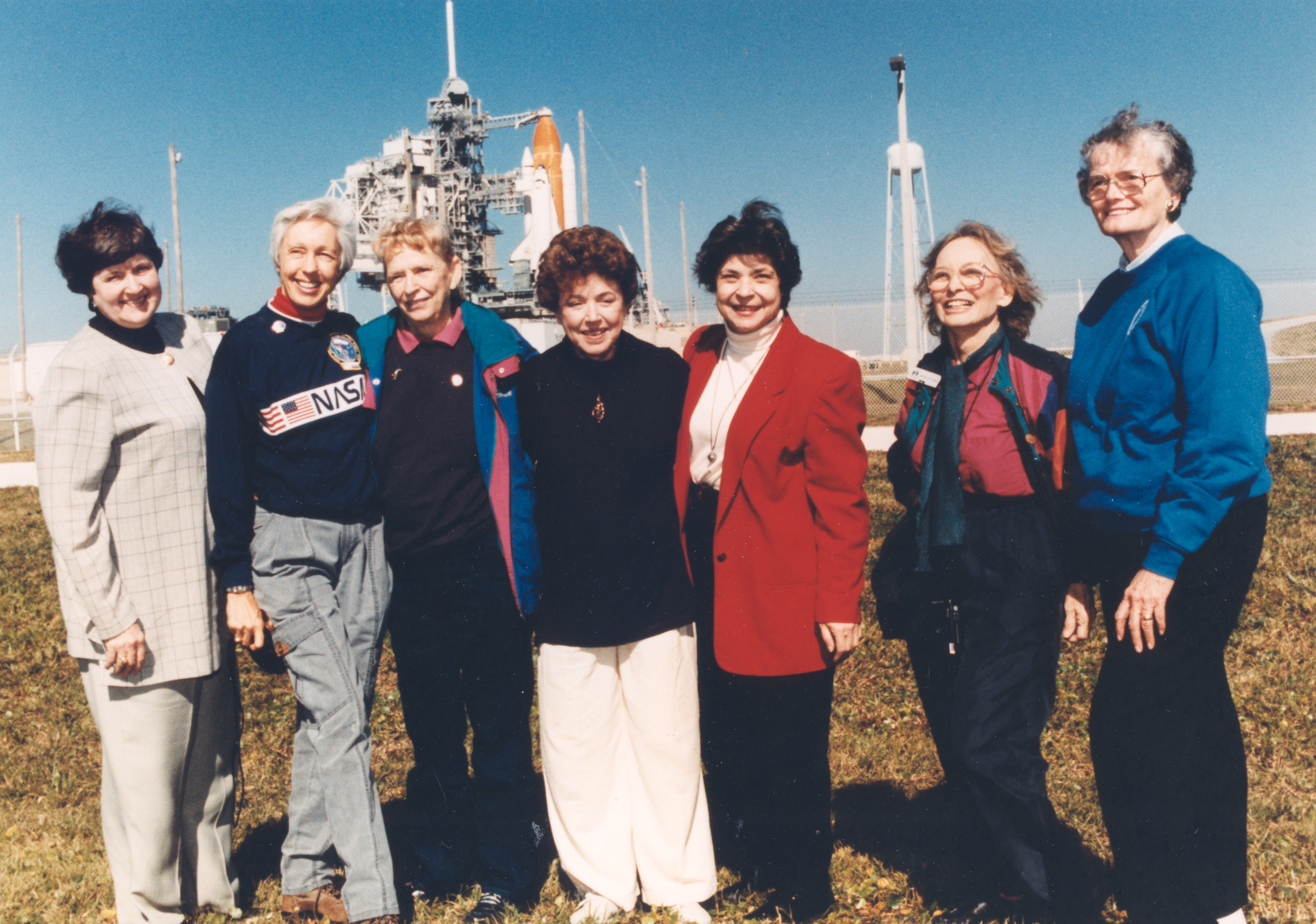
عده‌ای از اعضای پروژهٔ فلتز (FLATs) یا زنان کارآموز فضانورد همکار (Fellow Lady Astronaut Trainees)

برنامهٔ زنان در فضا (۲۰ دسامبر ۱۹۵۹) نسخه‌ای «احیاشده» از برنامهٔ نخستین زنان در فضا بود که در نوامبر ۱۹۵۹ لغو شد. همانند برنامهٔ مشابه برای مردان، این برنامه نیز نیازمند آزمودن نامزدها بود. با این حال، مؤلفه‌هایی که برای این آزمون‌ها به‌کار می‌رفتند برای سازگاری با قابلیت‌های زنان، با برنامهٔ مختص مردان متفاوت بود. برای مثال، در مرحلهٔ غربالگری، مردان ملزم به داشتن درجه در پرواز با هواپیماهای جت، رفتن به مدرسهٔ خلبان‌های آزمایشی و داشتن تجربهٔ دست کم ۱٬۵۰۰ ساعت پرواز بودند. از آنجا که زنان از برخی از این فرصت‌ها محروم بودند، غربالگری‌ها بر روی زنانی متمرکز شد که دارای گواهینامه‌های خلبانی تجاری بودند؛ به‌ویژه آن زنانی که سابقهٔ فعالیت به‌عنوان مربی در این دوره را داشتند. جری کاب که نخستین فردی بود که تحت این آزمون‌ها قرار گرفت، به رهبری گروه زنان کارآموز فضانورد همکار (FLATs یا Fellow Lady Astronaut Trainees) به‌همراه ۱۲ زن دیگر منصوب شد که تعداد اعضای این گروه را به ۱۳ نفر رساند (و از این رو، رسانه‌ها این گروه را مرکوری ۱۳ نامیدند). اگرچه کاب به‌عنوان یکی از مشاوران ناسا تعیین شده‌بود و به انجام آزمون‌ها ادامه می‌داد، اما همچنان زنان برای تبدیل‌شدن به فضانورد آموزش نمی‌دیدند.
در طی آزمون‌ها بر روی زنان، برخی دانشمندان معتقد بودند که زنان مزیت‌هایی را برای اعزام به فضا به جای مردان از خود نشان داده‌اند. برای مثال، اندام‌های داخلی زنان در زمان مواجهه با تابش‌ها و لرزش‌ها سازگارتر فرض می‌شد. با توجه به اندازهٔ نسبتاً کوچک‌تر بدن زنان، در صورت استفادهٔ آنان از فضاپیماها، هزینهٔ فضاپیماها و پروازها کاهش می‌یافت. با این حال، پس از آن که مشخص شد ناسا هیچ درخواست رسمی برای چنین عملی صادر نکرده‌است، آزمون‌ها بر روی زنان لغو شدند. لاولیس تصمیم گرفت که از ادامهٔ این برنامه صرف نظر کند و با موقعیتی ناخوشایند در سازمان ناسا روبرو شد. همزمان، جری کاب که به‌عنوان رهبر گروه شناخته شده‌بود و آزمون‌ها بر روی زنان را هدایت می‌کرد، از منصب خود در ناسا عزل شد.

## امروز در ناسا
از زمان اشتغال سالی راید به‌عنوان اولین زن فضانورد در ناسا، تا سال ۲۰۲۱ تعداد ۴۳ زن آمریکایی موفق شده‌اند تا به فضا سفر کنند. خارج از ایالت متحده نیز ۱۲ زن فضانورد دیگر بوده‌اند که در فضا حضور پیدا کرده‌اند. امروزه، حدود ۱۰ درصد از فضانوردان در ناسا زن هستند.

## رویدادهای مهم
- ۱۹۵۹: سرتیپ دان فلیکینگر، عضوی از کمیته ویژه مشورتی علوم زیستی ناسا، به‌همراه دکتر و. رندالف «رندی» لاولیس ۲، برنامهٔ نخستین زنان در فضا (WISE) را افتتاح کردند.[۱۱]
- ۱۹۶۰: دکتر نانسی گریس رومن به نخستین زنی تبدیل شد که یک منصب اجرایی را در ناسا برعهده می‌گرفت.
- ۱۹۶۱: جری کاب به جایگاه یکی از مشاوران مدیریت ناسا منصوب شد.[۱۱]
- ۱۹۶۱: جان اف. کندی در مجلهٔ امریکن گرل اظهار کرد که در برنامهٔ فضایی آمریکا به هر دو جنسیت نیاز است.[۱۲]
- ۱۹۶۳: والنتینا ترشکوا به نخستین زنی بدل شد که بنا بود در فضا حضور پیدا کند.[۱۴]
- ۱۹۷۸: آنا فیشر، شنن دبلیو. لوسید، جودیت ای. رزنیک، سالی کی. راید، مارگارت آر. سدن و کاترین دی. سالیوان به‌عنوان فضانورد انتخاب شدند.
- ۱۹۸۳ (۱۸ ژوئن): سالی راید نخستین زنی شد که به فضا سفر می‌کرد.[۴]
- ۱۹۸۴: کاترین دایر سالیوان نخستین زنی شد که به راهپیمایی فضایی پرداخت.[۱۴]
- ۱۹۸۶ (ژانویه): جودیت ای. رزنیک و شارون کریستا مک‌اولیف، متخصص ترابری، در حادثهٔ چلنجر کشته شدند.[۱۵]
- ۱۹۹۲ (۱۱ سپتامبر): می جمیسون به نخستین زن سیاه‌پوست حاضر در فضا بدل شد.[۶]
- ۱۹۹۳: الن اوچوآ به نخستین زن اسپانیایی هیسپانیک در فضا بدل شد.[۱۴]
- ۱۹۹۶: شنن لوسید تبدیل به نخستین زنی شد که مدال افتخار فضایی کنگره را دریافت می‌کرد.[۱۴]
- ۱۹۹۹ (۲۰ ژوئیه): آیلین کالینز نخستین زنی بود که فرماندهی یک فضاپیما را عهده‌دار می‌شد.[۱۶]
- ۲۰۰۷: پگی ویتسون نخستین زنی بود که فرماندهی ایستگاه فضایی بین‌المللی را برعهده می‌گرفت.[۱۴]

## زنان فضانورد فعال
- سرنا ام. آنیون-کانسلور، ام‌دی
- تریسی کالدول دایسن، پی‌اچ‌دی
- جانت جی. اپس، پی‌اچ‌دی
- کریستیانا کوک
- نیکول من، سرهنگ دوم، تفنگداران دریایی ایالات متحده
- کی. مگان مک‌آرتور، پی‌اچ‌دی
- آن سی. مک‌کلین، سرهنگ دوم، نیروی زمینی ایالات متحده
- جسیکا یو. میر، پی‌اچ‌دی
- کاتلین روبینز، پی‌اچ‌دی
- شانون واکر، پی‌اچ‌دی
- استفانی دی. ویلسون
- سونیتا ال. ویلیامز، کاپیتان، نیروی دریایی ایالات متحده، بازنشسته